# Astérix (videojuego arcade)
Astérix es un videojuego de tipo beat 'em up publicado  por Konami en 1992 para plataforma arcade. Basado en el personaje de historietas homónimo, Astérix, su diseño general es similar al de dicha historieta e incluye varios gags visuales propios de la misma.

## Argumento
El jugador debe elegir a Astérix o a Obélix como personaje controlable, y recorre niveles enfrentando a diversos legionarios romanos. Dos bonus recurrentes son la aparición de Falbala, que besa al jugador y aumenta sus puntos de vida, y la de Ideafix que ofrece una cantimplora de poción mágica (en el caso de Astérix) o un jabalí asado (en el caso de Obélix), que permite destruir rápidamente a todos los enemigos presentes en dicho momento. 
El primer escenario tiene lugar en los alrededores de la aldea gala, y el jefe de nivel lo constituye un grupo de legionarios en formación de tortuga. Los restantes niveles se basan libremente en diversas historias publicadas de Astérix, como Astérix y Cleopatra, Astérix en Hispania, Astérix en la India, y un último nivel (con la portada de Los laureles del César) donde enfrentan a varios jefes de nivel en el circo romano. Sin embargo, tales niveles no reproducen las historias en cuestión, sino que desarrollan un juego Beat 'em up habitual en un contexto propio de dichas historias. 
Los niveles de bonus incluyen dos carreras en cuadrigas y dos recorridos por el barco de los piratas.